# Radoš i Drago Bulatović
Drago i Radoš Bulatović, rođena braća, posljednji crnogorski komiti ubijeni 8. ožujka 1929. godine.
Borci Za Pravo, Čast i Slobodu Crne Gore.
Drago je rođen 1876. godine u Smailagića polju (Kolašin) i skupa s Radošem je komitovao neprekidno od 1917. godine, najprije protiv Austro-Ugarske, a od 1918. i protiv srpske okupacije Kraljevine Crne Gore.
Djelatno područje im je bio planinski teritorij između Kolašina i Nikšića. Braća Bulatović su odbijala pozive za predaju u zamjenu za amnestiju. Ucjenjeni su od strane vlasti Kraljevine SHS na 100.000 dinara.
Ubijeni su u selu Ravni, pokraj manastira Morače, nakon što su u opkoljenoj kući dva dana pružali junački otpor postrojbi žandarmerije.

## Zanimljivost
Komita Radoš Bulatović je djed Predraga Bulatovića, crnogorskog političara. Iako Crnogorac po nacionalnosti, Predrag Bulatović se 2006. stavio na čelo Pokreta za zajedničku državu Crne Gore i Srbije koji je na referendumu izgubio.